# 트레블

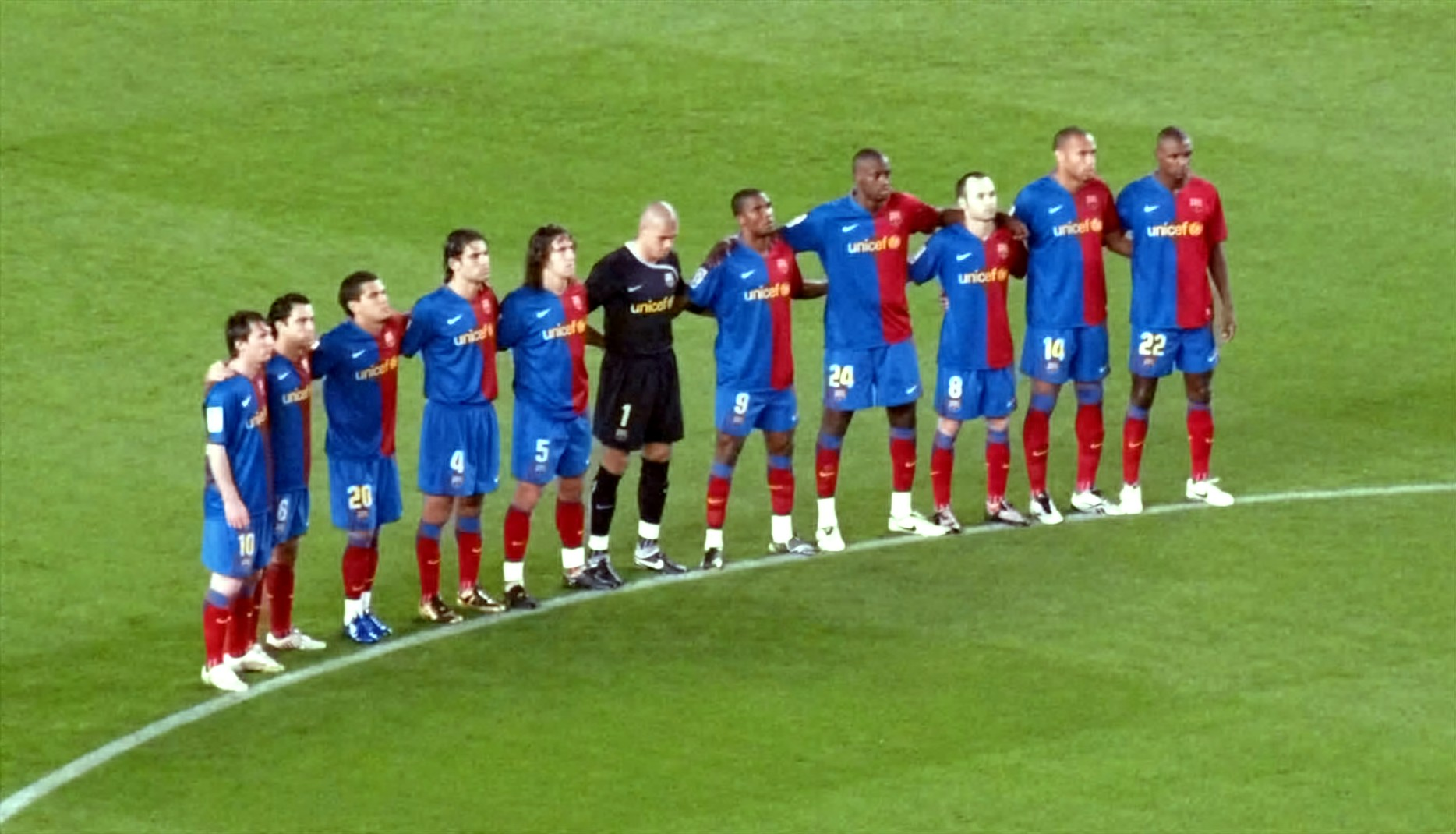
2008-09 시즌의 바르셀로나 선수단. 바르셀로나는 이 시즌에 라리가, 코파 델 레이, 챔피언스리그를 모두 석권해 3관왕을 달성했다.

축구에서  트레블(Treble)은 축구단의 단일 시즌 기간 동안 해당 축구단이 3개의 주요 대회를 우승하여 3관왕을 기록하는 것으로, 영어식 표기인 "트레블"로 굳어졌다. '트레블'의 사전적 의미는 '3배의', '세 곱의', '세 겹의' 등이다. 이는 축구 리그가 발전된 유럽 프로축구에서 그 의미가 크게 부각되었다. 그래서 주로 유럽대항전 포함 3관왕(콘티넨털 트레블, Continental Treble)을 가리키는데 많이 쓰인다. 비슷한 예로 골프, 테니스 종목에서 한 선수가 4개의 메이저 대회를 모두 제패했다는 의미의 그랜드 슬램이 있다.

## 개념
트레블 개념에 있어서 가장 중요한 부분은 트레블을 성립시키는 3개 대회 우승 달성 기준이 '연도 기간 동안이 아니고 해당 축구단의 단일시즌 기간 동안'이라는 것이다. (여기서 해당 축구단의 단일시즌 기간이란 일반적으로 이적시장 기간을 통해 선수단을 구성하여 프리시즌을 거치고 자국 리그 및 컵대회 경기들을 소화하는 기간으로 자국 리그가 춘추제로 운영되면 여기에 맞추어 축구단의 단일시즌이 대략 3월에서 12월이고 자국 리그가 추춘제로 운영되면 대략 8월에서 다음해 5월이다.)
특히 해당 축구단의 단일시즌 기간 동안이라는 부분이 중요한 이유는 그 동안 트레블을 한 시즌 동안 3개 대회 우승 혹은 단일시즌 동안 3개 대회 우승 이렇게만 정의하고 이 한 시즌 혹은 단일시즌에 대한 기간 등등의 구체적이고 명확한 범위 설정이 없어서 특히 비유럽권 축구단들의 트레블 달성 여부에 대한 논란을 지속적으로 발생시켰고 트레블 달성 여부 논란의 대부분이 이 지점에서 기인하기 때문이다.
부연하자면 트레블이 생겨난 유럽 축구의 경우는 자국 리그, 자국 FA컵 대회, UEFA 챔피언스리그  등이 대부분 추춘제로 운영되어 즉 대략 8월에서 다음해 5월 기간인 대회 단일시즌 기간과 축구단의 단일시즌 기간이 일치하기 때문에 해당 축구단이 자신들의 단일시즌 동안 3개 대회를 차례대로 우승할 수 있어 혼란의 여지가 전혀 없고 그렇기 때문에 이 단일시즌에 대한 기간 등등에 대한 명확한 범위 설정이 사실 필요가 없고 결국 유럽 축구단의 트레블 달성 여부에 대해서 논란의 여지도 거의 없다.
그러나 유럽 이외 대륙 예를 들면 아시아의 경우 현재 국내 K리그1과 코리아컵(FA컵)은 계속해서 춘추제로 진행되는 반면 AFC 챔피언스리그가 공식적으로 춘추제인 AFC 챔피언스리그 2022시즌을 마지막 시즌으로 다음 대회부터 추춘제로 변경되어 2023-24시즌 이렇게 운영이 되고 있는데 이 경우 리그 및 대회의 단일시즌과 국내 축구단의 단일시즌이 불일치하는 경우가 생기게 된다. 즉 엄밀하게 따지면 K리그1 소속 축구단이 AFC 챔피언스리그 2023-24시즌 우승을 할 경우 2023년에 진행되는 조별리그 통과에 대한 성과는 2023시즌 선수단의 성과이고 2024년에 진행되는 16강전부터 결승전까지의 결선 토너먼트에서의 성과는 2024시즌 선수단의 성과이기 때문에 AFC 챔피언스리그 2023-24시즌 우승 성과는 2023시즌 선수단과 2024시즌 선수단의 공동 성과로 볼 수도 있다. 하지만 스포츠에서 우승 경력은 중도사임한 감독과 공유하는 것이 아니고 우승하는 시점의 감독에게만 주어지는 것과 같은 이치로 AFC 챔피언스리그  2023-24시즌 우승 성과는 2024시즌 선수단의 성과이고 이 K리그1 소속 축구단이 2024년의 K리그1과 2024년 코리아컵까지 우승한다면 트레블 달성이 성립되는 것으로 볼 수 있는데 그래도 유럽 대륙의 트레블과는 결이 다르고 완벽하지 않다. 미니 트레블 또한 있는데 최근 미니트레블 기록은 맨유이다.
결론적으로 선수단 구성부터 시작해서 프리시즌을 거쳐 대회 참여 및 경기 출전 대략 이런 주기로 돌아가는 해당 축구단의 단일시즌 동안에 3개 대회의 첫 경기부터 마지막 경기까지 모두 소화하면서 차례차례 3개 대회를 우승할려면 결국 해당 축구단의 단일시즌 기간과 3개 대회의 단일시즌 기간이 동일해야 한다는 것이다. 즉 유럽 축구의 경우는 축구단의 단일시즌 기간과 3개 대회의 단일시즌 기간이 모두 추춘제로 대부분 동일하고 아시아의 경우 AFC 챔피언스리그가 2023-24시즌부터 추춘제로 변경되면서 서아시아 축구단의 단일시즌 기간과 3개 대회의 단일시즌 기간이 모두 추춘제로 대부분 동일하기 때문에 해당 축구단의 특정 단일시즌 동안 3개 대회의 첫 경기부터 마지막 경기까지 모두 소화하면서 차례차례 3개 대회 우승을 하는 완전한 트레블 달성이 가능하지만 동아시아처럼 축구단의 단일시즌 및 자국 리그의 단일시즌은 춘추제로 운영되는 반면 참가하는 아시아클럽대항전은 추춘제로 운영되는 이런 경우는 아시아클럽대항전이 해당 축구단의 두 시즌에 걸쳐 진행되기 때문에 유럽 축구단이나 서아시아 축구단처럼 완전한 트레블 달성이 구조적으로 불가능하다.
트레블이라는 단어 의미대로만 적용하자면 축구단의 단일시즌 동안 해당 축구단이 무슨 대회가 되었든 3개 대회만 우승하면 트레블이라는 수식어를 붙일 수는 있지만, 적어도 유럽 축구에서는 수많은 대회 중 규모나 권위에서 유럽 최고의 클럽축구대항전인 UEFA 챔피언스리그, 자국의 최상위 전국 리그, 자국의 FA컵을 동시에 우승한 경우에 진정한 유럽의 트레블이라는 타이틀이 주어진다. 때문에 유러피언 트레블은 달성하기 매우 어려워 1955년 챔피언스리그가 시작된 이래 지금까지 7개 팀에 불과할 정도로 상징적인 가치가 크다. 그래서 맨체스터 유나이티드 FC의 알렉스 퍼거슨 감독은 1999년 트레블을 달성한 공로로 엘리자베스 2세 영국 여왕으로부터 기사 작위를 받기도 했다. 그리고 카메룬의 축구 스타 사무엘 에투는 2008-09 FC 바르셀로나로, 2009-10 FC 인테르나치오날레 소속으로 최초로 두 시즌 연속하여 트레블을 달성한 선수가 되었다. 2014-15 FC 바르셀로나는 사상 최초 2회 트레블을 달성한 팀이 되었다.
유로피언 트레블로 인정하는 3개의 대회가 아닌 다른 대회를 우승했을 때, 예를 들어 자국의 최상위 전국리그, UEFA 유로파리그, FA컵을 우승했을 경우에는 미니트레블이라고도 불린다. FC 포르투는 2003년과 2011년에 미니트레블을 두 차례 달성하였다. 또 그 중 2개 대회만 우승했을 경우는 더블(Double), 반대로 자국 슈퍼컵 등을 하나 더 추가하여 4개 대회를 우승한 경우에는 쿼드러플(Quadruple)로 일컫고 있다. 또한 대륙간 컵이 아닌 국내 대회에서만의 트레블을 한 경우를 나타내는 국내 트레블 (Domestic Treble)도 있다.

## 콘티넨털 트레블

### 유럽
| 시즌    | 나라       | 클럽                | 감독          | 우승 대회                                   |
| ------- | ---------- | ------------------- | ------------- | ------------------------------------------- |
| 1966–67 | 스코틀랜드 | 셀틱                | 조크 스타인   | 유러피언컵, 스코티시 풋볼 리그, 스코티시 컵 |
| 1971–72 | 네덜란드   | 아약스              | 슈테판 코바치 | 유러피언컵, 에레디비시, KNVB 베커르         |
| 1987–88 | 네덜란드   | PSV에인트호벤       | 거스 히딩크   | 유러피언컵, 에레디비시, KNVB 베커르         |
| 1998–99 | 잉글랜드   | 맨체스터 유나이티드 | 알렉스 퍼거슨 | UEFA 챔피언스리그, 프리미어리그, FA컵       |
| 2008–09 | 스페인     | 바르셀로나          | 펩 과르디올라 | UEFA 챔피언스리그, 라 리가, 코파 델 레이    |
| 2009–10 | 이탈리아   | 인터밀란            | 조제 모리뉴   | UEFA 챔피언스리그, 세리에 A, 코파 이탈리아  |
| 2012–13 | 독일       | 바이에른 뮌헨       | 유프 하인케스 | UEFA 챔피언스리그, 분데스리가, DFB-포칼     |
| 2014–15 | 스페인     | 바르셀로나          | 루이스 엔리케 | UEFA 챔피언스리그, 라 리가, 코파 델 레이    |
| 2019–20 | 독일       | 바이에른 뮌헨       | 한지 플릭     | UEFA 챔피언스리그, 분데스리가, DFB-포칼     |
| 2022–23 | 잉글랜드   | 맨체스터 시티       | 펩 과르디올라 | UEFA 챔피언스리그, 프리미어리그, FA컵       |

### 아시아
| 시즌    | 나라           | 클럽   | 감독 | 우승 대회                                                      |
| ------- | -------------- | ------ | ---- | -------------------------------------------------------------- |
| 2019–20 | 사우디아라비아 | 알힐랄 |      | 사우디 프로페셔널리그, 사우디아라비아 국왕컵, AFC 챔피언스리그 |

### 아프리카
| 시즌    | 나라             | 클럽           | 감독        | 우승 대회                                                 |
| ------- | ---------------- | -------------- | ----------- | --------------------------------------------------------- |
| 1967    | 콩고 민주 공화국 | 앙글레베르     |             | 리나푸트, 쿠프 드 콩고, CAF 챔피언스리그                  |
| 1973    | 자이르           | 비타 클뢰브    |             | 리나푸트, 쿠프 드 콩고, CAF 챔피언스리그                  |
| 1976    | 알제리           | MC 알제        |             | 알제리안 샹피오나 나시오날, 알제리안 컵, CAF 챔피언스리그 |
| 2000    | 가나             | 하츠 오브 오크 |             | 가나 프리미어리그, 가나 FA컵, CAF 챔피언스리그            |
| 2005–06 | 이집트           | 알아흘리       | 마누엘 호세 | 이집트 프리미어리그, 이집트 컵, CAF 챔피언스리그          |
| 2011    | 튀니지           | 에스페랑스     | 나빌 말룰   | 튀니지 리그 프로페시오넬 1, 튀니지안 컵, CAF 챔피언스리그 |

### 북중미
| 시즌    | 나라              | 클럽        | 감독 | 우승 대회                                                  |
| ------- | ----------------- | ----------- | ---- | ---------------------------------------------------------- |
| 1969    | 멕시코            | 크루스 아술 | -    | CONCACAF 챔피언스컵, 멕시코 프리메라 디비시온, 코파 멕시코 |
| 1985    | 트리니다드 토바고 | 디펜스 포스 | -    | CONCACAF 챔피언스컵, TT 프로리그, 트리니다드 토바고컵      |
| 2019–20 | 멕시코            | 몬테레이    | -    | 리가 MX, 코파 MX, CONCACAF 챔피언스리그                    |

### 오세아니아
| 시즌                            | 나라         | 클럽                  | 감독          | 우승 대회 |
| ------------------------------- | ------------ | --------------------- | ------------- | --- |
| 2005–06, 2013–14, 2014–15, 2022 | 뉴질랜드     | 오클랜드 시티         | -             | NZFC 마이너 프리미어십, NZFC 그랜드 파이널, OFC 챔피언스리그 (2005–06, 2013–14, 2014–15) 뉴질랜드 내셔널리그, 채텀컵, OFC 챔피언스리그 (2022) |
| 2007-08                         | 뉴질랜드     | 와이타케레 유나이티드 | -             | NZFC 마이너 프리미어십, NZFC 그랜드 파이널, OFC 챔피언스리그                                                                                  |
| 2019                            | 누벨칼레도니 | 이엥겐 스포르         | 펠릭스 타가와 | 누벨칼레도니 슈퍼리그, 쿠프 드 칼레도니, OFC 챔피언스리그                                                                                     |

## 도메스틱 트레블
| 클럽                | 나라           | 트레블 횟수 | 우승 시즌                                   | Titles won                                                                                  |
| ------------------- | -------------- | ----------- | ------------------------------------------- | ------------------------------------------------------------------------------------------- |
| 레인저스 FC         | 스코틀랜드     | 7           | 1949, 1964, 1976[n], 1978, 1993, 1999, 2003 | Scottish League, Scottish Cup, Scottish League Cup                                          |
| 셀틱 FC             | 스코틀랜드     | 5           | 1967, 1969, 2001, 2017, 2018                | Scottish League, Scottish Cup, Scottish League Cup                                          |
| 섐록 로버스 FC      | 아일랜드       | 3           | 1925, 1932, 1964                            | League of Ireland, FAI Cup, League of Ireland Shield                                        |
| 부리람 유나이티드   | 태국           | 3           | 2011, 2013, 2015                            | Thai League 1, Thai FA Cup, Thai League Cup                                                 |
| 파리 생제르망       | 프랑스         | 3           | 2015, 2016, 2018                            | Ligue 1, Coupe de France, Coupe de la Ligue                                                 |
| 린필드 FC           | 북아일랜드     | 2           | 1922, 1962                                  | Irish League, Irish Cup, County Antrim Shield                                               |
| 발레타 FC           | 몰타           | 2           | 1997, 2001                                  | Maltese Premier League, Maltese Cup, Löwenbräu Cup                                          |
| 크다 FA             | 말레이시아     | 2           | 2007, 2008                                  | Malaysian Super League, Malaysia Cup, Malaysian FA Cup                                      |
| 보헤미안 FC         | 아일랜드       | 1           | 1928                                        | League of Ireland, FAI Cup, League of Ireland Shield                                        |
| 폴 리버 막스멘      | 미국           | 1           | 1930                                        | American Soccer League, National Challenge Cup, Lewis Cup                                   |
| 브루카탄            | 미국           | 1           | 1945                                        | American Soccer League, National Challenge Cup, Lewis Cup                                   |
| 토론토 크로아티아   | 캐나다         | 1           | 1971                                        | NSL Cup, NSL Regular Season Champion, NSL Playoff Champion                                  |
| PFC 레프스키 소피아 | 불가리아       | 1           | 1984                                        | Bulgarian A Professional Football Group, Bulgarian Cup, Cup of the Soviet Army              |
| CSKA 소피아         | 불가리아       | 1           | 1989                                        | Bulgarian A Professional Football Group, Bulgarian Cup, Cup of the Soviet Army              |
| 데리 시티 FC        | 북아일랜드     | 1           | 1989                                        | League of Ireland, FAI Cup, League of Ireland Cup                                           |
| 멜버른 나이츠 FC    | 오스트레일리아 | 1           | 1995                                        | NSL Cup, NSL Minor Premiership, NSL Grand Final                                             |
| 알쿠와 알자위야     | 이라크         | 1           | 1997                                        | Iraqi Premier League, Iraq FA Cup, Iraqi Elite Cup                                          |
| 알자우라 SC         | 이라크         | 1           | 2000                                        | Iraqi Premier League, Iraq FA Cup, Iraqi Elite Cup                                          |
| FC 바이에른 뮌헨    | 독일           | 1           | 2000                                        | Bundesliga, DFB-Pokal, DFL-Ligapokal                                                        |
| 크루제이루 EC       | 브라질         | 1           | 2003                                        | Campeonato Mineiro, Copa do Brasil, Campeonato Brasileiro Série A                           |
| 릴 FC               | 웨일스         | 1           | 2004                                        | Welsh Premier League, Welsh Cup, Welsh League Cup                                           |
| 싼헤이              | 홍콩           | 1           | 2005                                        | Hong Kong League, Hong Kong Senior Shield, Hong Kong FA Cup                                 |
| 알사드 SC           | 카타르         | 1           | 2007                                        | Qatari League, Emir of Qatar Cup, Qatar Crown Prince Cup                                    |
| 아스널 레이디스     | 잉글랜드       | 1           | 2007                                        | FA Women's Premier League, FA Women's Cup, FA Women's Premier League Cup                    |
| 클란탄 FA           | 말레이시아     | 1           | 2012                                        | Malaysian Super League, Malaysia Cup, Malaysian FA Cup                                      |
| 아틀레티코 나시오날 | 콜롬비아       | 1           | 2013                                        | Categoría Primera A Torneo Apertura, Copa Colombia, Categoría Primera A Torneo Finalización |
| SL 벤피카           | 포르투갈       | 1           | 2014                                        | Primeira Liga, Taça de Portugal, Taça da Liga                                               |
| 마카비 텔아비브 FC  | 이스라엘       | 1           | 2015                                        | Israeli Premier League, Israel State Cup, Toto Cup                                          |
| 토론토 FC           | 캐나다         | 1           | 2017                                        | Supporters Shield, MLS Cup, Canadian Championship                                           |
| 맨체스터 시티 FC    | 잉글랜드       | 1           | 2019                                        | Premier League, FA Cup, EFL Cup                                                             |

## 같이 보기
- 더블 (축구)